# Das Gold
Das Gold (The Gold) ist eine Dramaserie von Neil Forsyth, die den Brink's-Mat-Überfall, der in London am 26. November 1983 geschah, und die folgenden Ermittlungen darstellt.

## Handlung
Die Serie basiert auf einem wahren Kriminalfall, einem der größten Raubüberfälle in der Geschichte Großbritanniens: Am 26. November 1983 brachen sechs bewaffnete Männer brutal in das Sicherheitsdepot Brink’s-Mat in der Nähe des Londoner Flughafens Heathrow ein, wo sie über dreieinhalb Tonnen Goldbarren im Wert von 26 Millionen Pfund statt der erwarteten Beute in Höhe von drei Millionen Pfund fanden. Scotland Yard kam zwar schließlich den Tätern auf die Schliche; die Beute, von der ein Großteil eingeschmolzen, in Bargeld verwandelt und in Umlauf gebracht wurde, wurde aber bis heute nie gefunden.
Nachdem die erste Staffel mit dem Ende der Ermittlungen und Verurteilungen einer Gruppe an Tätern endet, die aber von Anfang an nur eine Hälfte der Beute hatte, ist die zweite Staffel unter anderem von Theorien inspiriert, was mit der anderen Hälfte geschehen sein könnte.

## Episodenliste

### Staffel 1
| Nr. (ges.) | Nr. (St.) | Deutscher Titel                             | Originaltitel                      | Erstausstrahlung UK | Deutschsprachige Erstveröffentlichung (D) | Regie          | Drehbuch     | Zuschauer |
| --- | --------- | ------------------------------------------- | ---------------------------------- | ------------------- | ----------------------------------------- | -------------- | ------------ | --------- |
| ! | 1         | Der Coup                                    | To Be a King                       | 12. Feb. 2023       | 14. Sep. 2023                             | Aneil Karia    | Neil Forsyth | 6,23 Mio. |
| Sechs Räuber überfallen das Brink’s-Mat-Depot und stehlen Goldbarren im Wert von 26 Millionen Pfund. Die Polizisten Jennings und Brightwell befragen vor Ort die Wachmänner und fassen den Verdacht, dass einer, Wright, ein Komplize der Räuber sei. Um das Gold aus dem Weg zu schaffen, kontaktieren die Räuber den Hehler Noye und den Projektentwickler Parry, diese wiederum den Goldhändler Palmer und den Investor Cooper. Nachdem DCI Boyce den Fall übernimmt, erzählt Jennings von ihrem Verdacht und sie befragen Wright, durch dessen Informationen sie die Räuber McAvoy und Robinson stellen. |           |                                             |                                    |                     |                                           |                |              |           |
| 2 | 2         | Irgendetwas läuft da in Kent                | There’s Something Going on in Kent | 12. Feb. 2023       | 14. Sep. 2023                             | Lawrence Gough | Neil Forsyth | 4,97 Mio. |
| Palmer schmilzt Gold ein und verkauft es durch sein Geschäft weiter. Parry und Cooper eröffnen ein Schweizer Konto; Noye spannt die Witwe Jeannie Savage ein. Cooper kauft für sich ein Penthouse und muss für McAvoys Frau und Geliebter jeweils ein Haus kaufen. Jennings und Brightwell versuchen, mit dem Zoll zu sprechen, und treffen dort auf den Mitarbeiter Archie Osbourne, der gesprächiger ist als sein Vorgesetzter. Er erklärt, die Räuber müssten die Goldbarren, um deren Seriennummern zu entfernen, einschmelzen. Die Polizisten finden heraus, wo ein tragbarer Schmelzofen bestellt wurde, und verfolgen ihn bei der Abholung Richtung Kent. Ein Kontakt aus Kent führt sie zum Namen Noye, der aber von korrupten Polizisten beschützt wird. Osbourne erklärt den Ermittlern, wie die Räuber inszenieren können, dass sie große Mengen gold legal erworben hätten, diese in Umlauf bringen und zu Geld machen. |           |                                             |                                    |                     |                                           |                |              |           |
| 3 | 3         | Konsequenzen                                | The Consequences Are Mine          | 12. Feb. 2023       | 14. Sep. 2023                             | Aneil Karia    | Neil Forsyth | 4,93 Mio. |
| Bei einer Beschattung von Noyes Grundstück, unter dem sich Bunker befinden sollen, wird dessen Helfer Brian Reader entdeckt. Osbourne kommt Palmer auf die Spur, dessen Goldquelle eine Mine in Sierra Leone nicht existiert. Jennings und Brightwell fliegen dorthin und finden heraus, dass die Mine falsch ist. Savage verliert, als sie Geld einzahlen soll, ein Bündel und meldet den Verlust einem Polizisten. Die Befragung führt aber vorerst nicht zu einem Verdacht. Eine Bankangestellte wird misstrauisch, dass Palmers Geschäftspartner Garth Chappell in vier Monaten 10 Millionen Pfund eingezahlt und abgehoben hat. Palmers Frau will nach Teneriffa fliegen; Coopers Geliebte wiederum an die Côte d’Azur. Boyce lässt die Häuser der Verdächtigen beschatten, wobei Chappell festgenommen wird. Bei Noyes Haus wird Detective Fordham von Hunden angegriffen und von Noye niedergestochen, dieser aber auch festgenommen. |           |                                             |                                    |                     |                                           |                |              |           |
| 4 | 4         | Rache ist einfach, Gerechtigkeit ist schwer | Vengeance Is Easy, Justice Is Hard | 12. Feb. 2023       | 14. Sep. 2023                             | Aneil Karia    | Neil Forsyth | 4,92 Mio. |
| Boyce will Gerechtigkeit für den Tod von Fordham. Obwohl er selbst glaubt, Totschlag sei wahrscheinlicher, soll er ein Mordurteil erreichen und ein Geständnis aus Noye herausholen, um zu vermeiden, dass dieser vor Geschworene gestellt wird. Unter Noyes Grundstück werden elf Goldbarren gefunden, was laut Boyce aber nicht ausreicht. Die Bankangestellte erzählt Jennings und Brightwell, dass die Seriennummern aller Geldscheine der Abhebungen mit A24 beginnen. Palmer erfährt auf Teneriffa, was Noye getan hat, und dass er selbst gesucht wird. Die BBC-Journalistin Kate Adie führt mit ihm ein Fernsehinterview. Sechs Monate später findet der Prozess gegen Noye statt. Parry und Cooper benutzen den Maler Keith, Geld aus der Schweiz nach Liechtenstein zu schaffen. Jennings und Brightwell befragen Savage. Noye wird des Mordes nicht schuldig gesprochen; Boyce nimmt ihn aber wegen Verdacht auf Goldhehlerei fest. |           |                                             |                                    |                     |                                           |                |              |           |
| 5 | 5         | Der Junge, der du warst                     | The Boy You Were                   | 12. Feb. 2023       | 14. Sep. 2023                             | Lawrence Gough | Neil Forsyth | 5,07 Mio. |
| Osbourne weist daraufhin, dass das Schweizer Konto ihnen eine Verbindung zu Noye liefern könnte. Jennings und Brightwell befragen McAvoys Geliebte Meacock und Keith. Informationen über die Kontoinhaber sind zwar zunächst durch das Schweizer Bankgeheimnis geschützt, durch ein Terrorismusbekämpfungsgesetz erfährt er schließlich, dass es Parry und Cooper sind. Cooper erfährt von einem korrupten Polizisten frühzeitig von seinem Haftbefehl. Palmer wird von Spanien nicht ausgeliefert, aber droht des Landes verwiesen zu werden, weil sein Pass abgelaufen ist. Er flieht erst nach Brasilien, aber muss von dort nach England zurückkehren und wird am Flughafen festgenommen. Auch Cooper kehrt zurück und versucht erst, einen Kompromiss auszuhandeln. Nach einer Flucht zu seiner Mutter wird er festgenommen. |           |                                             |                                    |                     |                                           |                |              |           |
| 6 | 6         | Man wird sich an mich erinnern              | I’ll Be Remembered                 | 12. Feb. 2023       | 14. Sep. 2023                             | Lawrence Gough | Neil Forsyth | 5,24 Mio. |
| Boyce versucht, Cooper zum Reden zu bringen. Der nennt den Namen des Kontos und die Grundstücke, die noch nicht weiterverkauft wurden. Noyes Anwalt hat Beschwerden gegen Boyce eingereicht, damit ihn eine Ermittlung gegen ihn vor Gericht diskreditiere. Als Druckmittel gegen Noye wird auch dessen Frau angeklagt. Zu einem Treffen mit einem Polizisten, der Cooper unterstützt, nimmt Boyce Jennings mit, seine Frau zu spielen. Boyce befindet, dass sie nicht bloß gegen individuelle Täter, sondern ein System der Korruption ankämpfen. Palmer wird vor Gericht gestellt, wo er sagt, er könne in seinem Beruf Brink’s-Mat-Gold eingeschmolzen haben, ohne davon zu wissen, und wird nicht schuldig gesprochen. Jennings und Brightwell suchen Parry in Spanien auf, der in der Zwischenzeit in Panama war. Boyce und Noye werden in dessen Prozess befragt. McAvoy heiratet im Gefängnis seine Geliebte. Vor der Urteilsverkündung packen die Ermittler ihre Unterlagen zusammen und Boyce befördert Jennings und Brightwell. McAvoy und Robinson werden des bewaffneten Raubüberfalls verurteilt; Reader, Savage, Chappell, Parry und Noye der Verschwörung zur Goldhehlerei. Jennings und Brightwell erkennen, dass diese Gruppe nicht, wie bisher angenommen, nur eine Hälfte des Goldes in Umlauf gebracht habe und die andere noch irgendwo hätte, sondern dass sie von Anfang nur eine Hälfte hatten, weil es unter den Räubern aufgeteilt wurde. |           |                                             |                                    |                     |                                           |                |              |           |

### Staffel 2
| Nr. (ges.) | Nr. (St.) | Deutscher Titel | Originaltitel | Erstausstrahlung UK | Deutschsprachige Erstveröffentlichung (D) | Regie           | Drehbuch     | Zuschauer |
| --- | --------- | --------------- | ------------- | ------------------- | ----------------------------------------- | --------------- | ------------ | --------- |
| 7 | 1         | Folge 1         | Episode 1     | 8. Juni 2025        | 1. Juli 2025                              | Patrick Harkins | Neil Forsyth | –         |
| Nach dem Überfall hat der weitere Räuber Charlie Miller die übrige Hälfte in einer Mine in Cornwall versteckt und sich dann an die Costa Blanca abgesetzt. Einige Jahre später hat Boyces Team Hinweise, dass Miller am Raub beteiligt war und bald nach England zurückkehren werde, und findet seinen alten Helfer Danny. Als Miller diesen anruft und seinen Besuch ankündigt, kann der ihn durch einen Code warnen. Miller kann in einem Krankenwagen die Polizeiabsperrung passieren und das Gold wegschaffen, bevor Boyce die Mine inspiziert. Miller lässt das Gold einschmelzen, bei einem Juwelier zu Geld machen und kontaktiert den Finanzberater Douglas Baxter, um das Geld zu waschen. John Palmer hat auf Teneriffa ein Timeshare-Unternehmen namens El Dorado um ein geplantes Feriendorf aufgebaut. Die Sunday Times setzt ihn auf ihre Liste der reichsten Briten. Darüber empört verspricht der Premierminister Boyce striktere Geldwäschegesetze und ein neues Auslieferungsabkommen mit Spanien. Boyce nimmt den Polizisten Lundy ins Team, dem zuvor geraten wurde, zurückzutreten, nachdem er des Amtsmissbrauchs bezichtigt worden war. Jennings befindet, dass sie nicht mehr nach Gold suchen, sondern dem Geld folgen sollten. |           |                 |               |                     |                                           |                 |              |           |
| 8 | 2         | Folge 2         | Episode 2     | 8. Juni 2025        | 1. Juli 2025                              | Patrick Harkins | Neil Forsyth | –         |
| Baxter kontaktiert seinen Universitätsfreund Logan Campbell, der auf der Karibikinsel Tortola Geschäfte mit der Gouverneurin macht. Eine Agentin der Drogenbekämpfungsbehörde, Gabriella Lunez, kommt nach Tortola, weil dort durch den Kokainhandel nach Florida Geld gewaschen werde. Miller und Baxter treffen Campbell und seinen amerikanischen Kontakt Scott Errico, mit denen sie ein System, um Millers Geld zu waschen, aushandeln. Jennings und Brightwell finden heraus, dass alle Firmen von Millers Kollegen auf der Isle of Man, einem Sitz für Offshoreunternehmen registriert sind. Auf der Insel erhalten sie temporäre Amtsbefugnis. Dort kommen sie auf Baxter Investments. Lundy findet an der Costa Blanca Millers Haus. Palmers Angestellter Enrique weiß, dass er Bestechungsgeld zahlt und mehr Anzahlungen annimmt, als er Timeshare-Wohnungen verkauft. Er will helfen, das Geld zu waschen, und dafür der Buchhalterin falsche Konten unterjubeln. Boyce beschattet Palmer und trifft Polizisten aus Madrid. Russen wollen Palmers Geschäft aufkaufen, der einwilligt, für sie Geld zu waschen. In Frankreich hat Palmer seiner Frau Pferde gekauft und trifft eine ehemalige Geliebte, die ihm enthüllt, dass sie schwanger ist. Boyce erfährt, dass Palmers Buchhalterin Shirley eine Kriminalakte hat, weil sie früher einmal Geld unterschlagen hat, und spricht mit ihr. |           |                 |               |                     |                                           |                 |              |           |
| 9 | 3         | Folge 3         | Episode 3     | 8. Juni 2025        | 1. Juli 2025                              | Patrick Harkins | Neil Forsyth | –         |
| Lunez macht der Gouverneurin Druck, weil bei Florida Leichen von Männern aufgetaucht sind, die mit dem Drogenschmuggler Errico zu tun hatten. Campbell gibt der Polizei einen Hinweis auf Erricos angeblichen Aufenthaltsort, aber verhilft diesem zu entkommen. Campbells Freundin Kadene nimmt seinen Antrag an, aber nachdem Lunez mit ihr spricht, erkennt sie Campbells Verbindung zu Errico. Lundy und Jennings verwanzen die Telefone von Miller und Baxter, doch als die beiden telefonieren, bemerkt Miller es. Am Flughafen London Heathrow trifft Baxter auf Errico, der ihn nach Spanien mitnehmen will. Als Baxter in Panik Miller anruft, hört Lundy mit. Brightwell und Jennings ergreifen Baxter und Errico; Lundy hat wiederum keine Zuständigkeit, Miller zu ergreifen. Boyce erhält von Shirley Palmers Geschäftsunterlagen und bringt eine neue Mitarbeiterin Alice Harper ein, die Umsatzsteuerbetrug untersucht. Obwohl er keine Bauerlaubnis hat oder vorhat zu bauen, verkauft Palmer weiter Timeshare-Anteile. Shirley wird von Palmer erwischt, wie sie nach den echten Geschäftsunterlagen sucht, aber kann davonlaufen. Palmers Fahrer will ihn betrügen, aber die Russen halten zu ihm. Palmer erhält plötzlich einen Anruf von Noye. |           |                 |               |                     |                                           |                 |              |           |
| 10 | 4         | Folge 4         | Episode 4     | 8. Juni 2025        | 1. Juli 2025                              | Patrick Harkins | Neil Forsyth | –         |
| Palmer lässt Noye zu sich einfliegen, der auf der Flucht ist, nachdem er jemanden abgestochen hat. Boyce will eine geplante Dokumentation des ITV über Palmer nutzen. Die Journalistin Tina trifft Palmer mit einem Angebot, Drogengeld aus Burma zu waschen. Er gerät unter Bedrängnis durch die Russen und Touristen, die ihr Geld zurückfordern. Er gibt Noye Geld und die Aussicht, dass ein russisches Flugzeug auf ihn wartet. Palmer trifft Tina in London und gibt vor versteckter Kamera Geldwäschegeschäfte zu. Boyce und Lundy bieten Baxter Schutz an. In seinem Haus finden Jennings und Brightwell einen Hinweis auf Campbell. Sie bringen Baxter nach Tortola und verkabeln ihn, bevor er mit Campbell sprechen soll. Der kommt aber dahinter und verlagert das Gespräch in den Pool. Campbell gesteht Kadene seine Geldwäschegeschäfte und will mit ihr fliehen, doch am Dock wird er von der Polizei geschnappt, denn Kadene hat ihn verraten. |           |                 |               |                     |                                           |                 |              |           |
| 11 | 5         | Folge 5         | Episode 5     | 8. Juni 2025        | 1. Juli 2025                              | Patrick Harkins | Neil Forsyth | –         |
| Boyce erfährt, dass Noye einen Mord begangen hat, der als Gewalt im Straßenverkehrt abgetan wird. In Estepona begegnet Noye dem früheren Verbrecher Joey. Als sie sich in dessen Haus treffen, erkennt Noye, dass Joey ein Informant geworden ist. Bevor die Polizei das Haus stürmt, rennt Noye durch Tunnel davon. Lundy will eine Auslieferung von Campbell beantragen, Lunez wiederum ihm Zeugenschutz anbieten. Lundy bietet ihm, die Anklagen aus Großbritannien fallen zu lassen, wenn er verrät, wo Miller ist. Brightwell findet in Campbells Unterlagen, dass er Geld über zwölf Firmen bewegt, von denen nur eine echt ist. Jennings ermittelt deren Kontonummer, von der Campbell für eine neue Schule auf Tortola gespendet hat. Lunez nimmt ihn mit. In Costa Rica folgt Lundy Bankangestellte zu Millers Versteck, der ihn entdeckt und davonläuft. Im El Dorado wird Palmer von Anrufen seiner Frau und seiner Geliebten, die auch miteinander telefonieren, sowie von den Russen und Touristen an der Tür bedrängt. Seine Frau kommt schließlich an und gibt ihm Scheidungspapiere. Boyce und Harper treffen die Polizei in Madrid, die Palmer ebenfalls anklagen will. Nachdem Harper den Touristen zuhört, erklärt sie, der Geldwäschevorwurf kann den Spaniern überlassen werden; sie könnten ihn des Betrugs anklagen, weil die meisten Opfer von ihm aus Großbritannien kommen. Als in seinem Apartment auf Palmer geschossen wird, flüchtet er in einem gestohlenen Taxi zum Flughafen. |           |                 |               |                     |                                           |                 |              |           |
| 12 | 6         | Folge 6         | Episode 6     | 8. Juni 2025        | 1. Juli 2025                              | Patrick Harkins | Neil Forsyth | –         |
| Noye kontaktiert, nachdem er gesehen worden ist, Brian Reader. Bei der Polizei von Kent gehen unzählige falsche Sichtungshinweise ein. Reader arrangiert eine Zeitungsnachricht, dass Noye umgebracht worden sei. Die Polizei in Cádiz hält dennoch weiter Ausschau und entdeckt ihn in einem Restaurant. Nachdem sie die Befugnis aus Kent erhalten, können sie ihn im Wald ergreifen. Im Arrest befragt Lundy Miller und Boyce Palmer, der sich vor Gericht selbst verteidigen will. Könnten sie beide verurteilen, wäre die größte finanzielle Rückgewinnung der britischen Polizei möglich. Boyce wird gedrängt, nach 30 Jahren endlich in den Ruhestand zu gehen, und verabschiedet sich von dem Team, bevor die Prozesse beginnen. In Großbritannien wird Miller des Raubes freigesprochen, weil die Beweise nicht ausreichend seien, aber danach nach Florida ausgeliefert. Dort gibt Baxter seine Schuld zu, während Miller seine leugnet. Baxter fühlt sich von Miller bedroht und sagt daher nicht, dass ein Mitverschwörer mit ihm im Raum sei. Vor Gericht wirft Harper Palmer Betrug vor, der wiederum sagt, es handle sich um eine Verschwörung der Polizei, die ihn hasse. Miller und Palmer werden schuldig gesprochen. Noye wurde des Mordes mit lebenslänglicher Haft verurteilt und kam 2019 aus dem Gefängnis. Palmer erhielt acht Jahre Gefängnis; 2015 wurde er in seinem Heim niedergeschossen. Der Fall ist bis heute ungeklärt.                                                       |           |                 |               |                     |                                           |                 |              |           |

## Besetzung und Synchronisation
Die deutschsprachige Synchronisation entstand in der ersten Staffel unter der Dialogregie und nach Dialogbüchern von Marius Clarén durch das Studio Hamburg Synchron. In der zweiten Staffel schrieb die Dialogbücher Rebecca Molinari und Matthias Klimsa führte Dialogregie.

### Hauptfiguren
| Rolle           | Beschreibung                           | Darsteller             | Folgen           | Synchronsprecher     |
| --------------- | -------------------------------------- | ---------------------- | ---------------- | -------------------- |
| Brian Boyce     | Detective Chief Superintendent         | Hugh Bonneville        | 1.1–2.6          | Erich Räuker         |
| Kenneth Noye    | Hehler des Goldes                      | Jack Lowden            | 1.1–1.6, 2.3–2.6 | Konrad Bösherz       |
| Tony Brightwell | Polizisten des Flying Squad            | Emun Elliott           | 1.1–2.6          | Matthias Deutelmoser |
| Nicki Jennings  | Polizisten des Flying Squad            | Charlotte Spencer      | 1.1–2.6          | Sophie Lechtenbrink  |
| John Palmer     | Goldhändler                            | Tom Cullen             | 1.1–2.6          | Jaron Löwenberg      |
| Marnie Palmer   | Johns Frau                             | Stefanie Martini       | 1.1–2.6          | Ronja Peters         |
| Gordon Parry    | Mittelsmann der Räuber                 | Sean Harris            | 1.1–1.6          | Florian Halm         |
| Micky McAvoy    | Goldräuber                             | Adam Nagaitis          | 1.1–1.2, 1.5–1.6 | Jeremias Koschorz    |
| Edwyn Cooper    | Anwalt, Investor für die Räuber        | Dominic Cooper         | 1.1–1.6 1        | Timmo Niesner        |
| Archie Osbourne | Zollbeamter, Experte für die Ermittler | Daniel Ings            | 1.2–1.6          | Tobias Nath          |
| Charlie Miller  | Goldräuber                             | Sam Spruell            | 2.1–2.6 2        | Viktor Neumann       |
| Tony Lundy      | Polizist                               | Stephen Campbell Moore | 2.1–2.6          | Till Endemann        |
| Douglas Baxter  | Anlageberater, Geldwäscher             | Joshua McGuire         | 2.1–2.6          | Tim Kreuer           |
| Logan Campbell  | Geschäftsmann auf Tortola              | Tom Hughes             | 2.2–2.6          | Jesse Grimm          |

### Nebenfiguren
| Rolle                        | Beschreibung                               | Darsteller                         | Folgen                       | Synchronsprecher             |
| Polizei und andere Ermittler | Polizei und andere Ermittler               | Polizei und andere Ermittler       | Polizei und andere Ermittler | Polizei und andere Ermittler |
| ---------------------------- | ------------------------------------------ | ---------------------------------- | ---------------------------- | ---------------------------- |
| Cath McLean                  | Chief Superintendent                       | Amanda Drew                        | 1.1–2.1, 2.3–2.6             | Silke Matthias               |
| Neville Carter               | Deputy Assistant Commissioner, Freimaurer  | Sean Gilder                        | 1.1–1.6                      | Oliver Stritzel              |
| Gordon Stewart               | Assistant Commissioner                     | Peter Davison                      | 1.1–1.4, 1.6–2.1, 2.4, 2.6   | Thomas Kästner               |
| John Fordham                 | Detective Chief Inspector                  | Hadley Fraser                      | 1.1–1.3                      |                              |
| Harry Bowman                 | Polizist                                   | Silas Carson                       | 1.2–1.6, 2.2–2.6             | Matthias Klie                |
| Max Goodman                  | Polizist                                   | Paul Thornley                      | 1.2–1.6                      | Christoph Banken             |
| Gabriella Lunez              | Drogenbekämpfungs-Agentin                  | Madalena Alberto                   | 2.2–2.5                      |                              |
| Alice Harper                 | Ermittlerin gegen Steuerbetrug             | Tamsin Topolski                    | 2.3, 2.5–2.6                 |                              |
| Verbrecher und Angehörige    |                                            |                                    |                              |                              |
| Brian Robinson               | Goldräuber                                 | Frankie Wilson                     | 1.1, 1.6                     | Benjamin Kiesewetter         |
| Garth Chapell                | John Palmers Geschäftspartner              | Robin Laing                        | 1.1–1.3, 1.6                 | Matthias Scherwenikas        |
| Isabelle Cooper              | Edwyn Coopers Frau                         | Ruth Bradley                       | 1.1–1.3, 1.5                 | Nurcan Özdemir               |
| Brenda Noye                  | Kenneth Noyes Frau                         | Nichola Burley                     | 1.1–1.4, 1.6                 | Marieke Oeffinger            |
| Jackie McAvoy                | Micky McAvoys Exfrau                       | Lily Knight                        | 1.1–1.2                      |                              |
| Kathleen Meacock             | Micky McAvoys Geliebte                     | Sophia La Porta                    | 1.1–1.2, 1.5–1.6             | Rieke Werner                 |
| Jeannie Savage               | Witwe, Kenneth Noyes Helferin              | Dorothy Atkinson                   | 1.2–1.4, 1.6                 | Nina Herting                 |
| Brian Reader                 | Goldhehler                                 | James Nelson-Joyce                 | 1.2–1.3, 1.6, 2.6            | Timo Weisschnur              |
| Sienna Rose                  | Immobilienmaklerin, Edwyn Coopers Geliebte | Ellora Torchia                     | 1.2–1.6, 2.6                 | Katharina Schwarzmaier       |
|                              | John Palmers Töchter                       | Robyn Betteridge Skylar Betteridge | 1.2–1.4, 2.1, 2.3, 2.5       |                              |
| Shirley                      | John Palmers Buchhalterin                  | Beth Goddard                       | 2.1–2.3                      | Tina Eschmann                |
| Léna                         | John Palmers Geliebte                      | Antonia Desplat                    | 2.1–2.3, 2.5                 | Angela Quast                 |
| Jerren                       | John Palmers Fahrer                        | Joshua Samuels                     | 2.1–2.2, 2.5                 |                              |
| Enriqué                      | John Palmers Geldwäscher                   | Sean Teale                         | 2.1–2.2, 2.4–2.5             | Jonas Minthe                 |
| Ivan                         | Russe                                      | Aleksandar Jovanovic               | 2.2–2.5                      |                              |
| Scott Errico                 | Drogenhändler für Campbell                 | Jack Bandeira                      | 2.2–2.3                      |                              |
| Lauretta                     | Gouverneurin von Tortola                   | Lorna Brown                        | 2.2–2.4                      |                              |
| Kadene                       | Campbells Verlobte                         | Rochelle Neil                      | 2.2–2.5                      |                              |
| Tina Keyes                   | Journalistin                               | Perdita Weeks                      | 2.4–2.5                      | Merete Brettschneider        |

## Produktion und Ausstrahlung
Die Serie, die von dem Buch- und Drehbuchautor Neil Forsyth entwickelt wurde, basierend auf dem tatsächlichen Kriminalfall des Brink’s-Mat-Überfalls, wurde im August 2021 von der BBC in Auftrag gegeben. Die Dreharbeiten begannen im April 2022 unter der Regie von Aneil Karia, der zuvor im selben Jahr einen Oscar für einen Kurzfilm gewonnen hatte, und Lawrence Gough. Im Vereinigten Königreich wurden ab dem 12. Februar 2023 die Episoden wöchentlich auf BBC One ausgestrahlt sowie an dem Tag bereits alle Episoden auf dem BBC iPlayer veröffentlicht. International, darunter in Deutschland, wurden alle Episoden gleichzeitig am 14. September 2023 bei Paramount+ veröffentlicht; in den Vereinigten Staaten am 17. September. Obwohl ursprünglich als Miniserie angekündigt wurde The Gold im November 2023 um eine weitere Staffel verlängert, bei der Paramount+ nicht mehr als Ko-Produzent beteiligt ist. Neuer Regisseur der zweiten Staffel wurde Patrick Harkins, der für Forsyth bereits Guilt – Keiner ist schuld gedreht hatte. Die Dreharbeiten begannen im Januar 2024. Die zweite Staffel wird am 8. Juni 2025 bei BBC iPlayer veröffentlicht und beginnt am selben Tag die Ausstrahlung bei BBC One. In Deutschland erscheint sie am 1. Juli bei MagentaTV.

## Rezeption
Die Serie wurde von der englischen Kritik sehr gelobt. Nick Hilton vom Independent vergab vier von fünf Sternen und schrieb: „Voller Drehungen und Wendungen, und mit einer Besetzungen, die zwischen sympathisch und schurkisch schwenkt, ist The Gold purer Primetime-Spaß. […] The Gold akzeptiert, dass der Raub der einfache Teil. Zu erzählen, was danach passierte, und es ebenso anregend darzustellen wie ein ausgemachter Safeknacker-Gaunerfilm, ist die wahre Alchemie der Serie.“ Ellen Jones vom Guardian befindet sie für ein „konsistent unterhaltsames Fernsehdrama“, auch wenn es die harte und blutigere Wahrheit unterschreite. Die Serie rehabilitiere sich durch ein Finale, das schafft, noch lose Fäden clever einzuwickeln, aber auch anerkennt, dass die ganze Geschichte erst noch erzählt werden muss. Allerdings kritisiert Jones die häufigen langen Reden mehrerer Figuren pro Episode, obgleich mit ihnen eine gültige Aussage getroffen werde über die oppressive Natur des englischen Klassensystems.
Für Alex Bilmes vom Esquire zeige die Serie, auch wenn es nicht immer überzeugend ist, dass Figuren aus dem Stegreif über die Ungleichheit des englischen Klassensystems sprechen, ein Porträt einer verdorbenen Gesellschaft aus mindestens drei unabhängigen Schichten: das Establishment, die kriminelle Unterwelt und eine Schattengesellschaft aus korrupten Polizisten, Anwälten und Geschäftsmännern, die sich zwischen beiden bewegen; daraus ergebe sich ein London an altem Geld, neuem Geld und zwielichtigem Geld. Judy Berman der amerikanischen Time beschreibt als Thema der Serie: „Im Zentrum der Geschichte steht die Spannung und Anziehung zwischen dem alten London der Schmuggler und Verbrecher und die “Gier-ist-gut”-Establishment-Typen der Thatcher-Ära, die darauf aus sind, es zu gentrifizieren. Falls Schöpfer Neil Forsyth etwas zu sehr auf britische Klassendynamiken drängt, in ernsthaften Monologen, die Themen ausbuchstabieren, die die Zuschauer auch ohne leicht zusammentragen könnten, steht alles davon im Dienste einer stilvollen Polizeiserie, die von Anfang bis Ende fesselnd ist.“
In einer deutschen Rezension vergibt Fabian Kurtz von fernsehserien.de fünf von fünf Sternen und schreibt: „[Establishment] ist das Fundament in „Das Gold“ und gleichzeitig sein kafkaeskes Gesetz. Als im wahrsten Sinne unfassbarer Mythos obliegt es dieser Geschichte wie ein hauchzartes Tuch. Und auch Boyce beginnt gar nicht erst, diesen Krieg zu fechten – er kann lediglich die Schlachten gewinnen. […] Boyce und sein Team [treiben] ein temporeich und intelligent erzähltes Katz-und-Maus-Spiel. Der BBC und Paramount+ gelang mit „Das Gold“ ein Meisterstück, in dem zwar nicht immer alles Gold ist was glänzt, das aber in seiner verschmolzenen Gesamtheit hohe schauspielerische und erzählerische Qualität vereint. Absolut goldwert!“

### Nominierungen
- 2024 British Academy Television Award: Nominierung als Beste Dramaserie
- 2024 BAFTA Awards, Scotland: Nominierung für Neil Forsyth als Bester Drehbuchautor
- 2024 Royal Television Society: Nominierung als Beste Dramaserie

## Weitere Medien
Neil Forsyth schrieb zusätzlich zusammen mit Thomas Turner, dem Rechercheur für die Serie, ein Sachbuch The Gold, das im Februar 2023 erschien.
Die BBC veröffentlichte nach der Serie eine Begleit-Dokumentation The Gold: The Inside Story.